# Supernova Flashman
Pour les articles homonymes, voir Flashman.
Changeman Maskman
Choushinsei Flashman (超新星フラッシュマン, Chōshinsei Furasshuman, littéralement Supernova Flashman) est une série télévisée japonaise du genre sentai en 50 épisodes de 20 minutes, produite en 1986. 
En France, elle a été diffusée à partir du 5 septembre 1988 sur TF1 dans le Club Dorothée sous le titre de Flashman.

## Synopsis
Cinq jeunes Terriens enlevés par des extra-terrestres nommés Xéno-captors sont secourus par les Flashors, natifs du système de l'étoile Flash. Élevés chacun sur une planète différente du système, ils développent des aptitudes surhumaines. Vingt ans plus tard, lorsqu'ils apprennent que l'empire de Reconstruction expérimentale Mess se prépare à envahir la Terre, et contre l'avis des Flashors, ils volent un vaisseau et regagnent leur planète natale afin de la défendre en tant que Flashmen.

## Personnages

### Flashmen
- Jin (ジン, Jin?) / Red Flash (レッドフラッシュ, Reddo Furasshu?)
  - Armes : Prism Holy Sword (プリズム聖剣, Purizumu Seiken?), Red Vul (レッドバル, Reddo Baru?)
  - Attaques : Fire Thunder (ファイヤーサンダー, Faiyā Sandā?), Super Cutter (スーパーカッター, Sūpā Kattā?)
- Dai (ダイ, Dai?) / Green Flash (グリーンフラッシュ, Gurīn Furasshu?)
  - Armes : Prism Kaiser (プリズムカイザー, Purizumu Kaizā?), Green Vul (グリーンバル, Gurīn Baru?)
  - Attaques : Rolling Knuckles (ローリングナックル, Rōringu Nakkuru?), Super Piston (スーパーピストン, Sūpā Pisuton?), Knuckle Guards (ナックルガード, Nakkuru Gādo?)
- Bun (ブン, Bun?) / Blue Flash (ブルーフラッシュ, Burū Furasshu?)
  - Armes : Prism Ball (プリズムボール, Purizumu Bōru?), Star Darts (スターダーツ, Sutā Dātsu?), Blue Vul (ブルーバル, Burū Baru?)
  - Attaques : Hurricane Volt (ハリケーンボルト, Harikēn Boruto?), Super Cyclone (スーパーサイクロン, Sūpā Saikuron?)
- Sara (サラ, Sara?) / Yellow Flash (イエローフラッシュ, Ierō Furasshu?)
  - Armes : Prism Batons (プリズムバトン, Purizumu Baton?), Yellow Vul (イエローバル, Ierō Baru?), Shocking Beads (ショッキングビーズ, Shokkingu Bīzu?)
  - Attaques : Snow Freeze (スノーフリーズ, Sunō Furīzu?), Baton Spark (バトンスパーク, Baton Supāku?), Super Blizzard  (スーパーブリザード, Sūpā Burizādo?), Mach Blizzard (マッハブリザード, Mahha Burizādo?), Super Version (スーパーバージョン, Sūpā Bājon?)
- Lû (ルー, Rū?) / Pink Flash (ピンクフラッシュ, Pinku Furasshu?)
  - Armes : Prism Boots (プリズムブーツ, Purizumu Būtsu?), Pink Vul (ピンクバル, Pinku Baru?), Shocking Hearts (ショッキングハート, Shokkingu Hāto?)
  - Attaques : Jet Kick (ジェットキック, Jetto Kikku?), Bomber Kick (ボンバーキック, Bonbā Kikku?), Super Tap (スーパータップ Sūpā Tappu?), Zero-Gravity Beam (無重力ビーム, Mujūryoku Bīmu?)

### Alliés
- Mag (マグ, Magu?)
- Dr Tokimura (時村博士, Tokimura-hakase?)
- Setsuko Tokimura (時村節子, Tokimura Setsuko?)
- Hero Titan (英雄・タイタン, Eiyū Taitan?)
- Ley Baraki (レー・バラキ, Rē Baraki?)

### Empire de Reconstruction expérimentale Mess
L'empire de Reconstruction expérimentale Mess (改造実験帝国メス, Kaizō Jikken Teikoku Mesu) est un empire galactique qui voyage à travers l'univers, récupérant des spécimens vivants pour leurs souches génétiques et alimenter leur armée. Leur but est d'utiliser la biomasse prélevée sur chaque monde pour renforcer leur chef suprême, La-Deus, et en faire la forme de vie la plus puissante de l'univers. Leur base d'opération est une immense soucoupe volante nommée Labor Base, en V.O.
- Grand empereur La Deus (大帝ラー・デウス, Daitei Rā Deusu?) (épisodes 1-49)
- Grand Docteur Lee Keflen (大博士リー・ケフレン, Dai Hakase Rī Kefuren?) : Il crée les Beast Warriors à l'aide du synthesiseur de gènes (遺伝子シンセサイザー, Idenshi Shinsesaizā?).
- Ley Wanda (レー・ワンダ, Rē Wanda?) (épisodes 1-47)
- Ley Nefel (レー・ネフェル, Rē Neferu?)
- Ley Galus (レー・ガルス, Rē Garusu?) (épisodes 1-28)
- Wolk et Kilt (ウルク＆キルト, Uruku to Kiruto?) (épisodes 1-45)
- Kuragen (クラーゲン, Kurāgen?)

- Les Zolors (ゾロー, Zorō?) sont les fantassins de l'empire.
- Les Beast Warriors (獣戦士, Jūsenshi?) sont les monstres envoyés par l'empire. Plus tard, apparaissent les Deus Beast Warriors (デウス獣戦士, Deusu Jūsenshi?)

## Alien Hunters
Les Alien Hunters (エイリアンハンター, Eirian Hantā) sont des chasseurs de primes intergalactiques. L'équipe est constituée de : 
- Sir Cowler (サー・カウラー, Sā Kaurā?) (épisodes 15-48)
- Bo Gardan (ボー・ガルダン, Bō Garudan?) (épisodes 43-48)
- Kerao (ケラオ, Kerao?) (épisodes 15-43)
- Baura (バウラ, Baura?) (épisodes 15-44)
- Hag (ハグ, Hagu?) (épisodes 15-44)
- Hô (ホウ, Hō?) (épisodes 15-44)

## Arsenal
- Prism Flash (プリズムフラッシュ, Purizumu Furasshu?) : transformateur des Flashmen. Ils revêtent leurs armures par la commande « Prism Flash ! » (「プリズムフラッシュ！」, « Purizumu Furasshu! »?).
- Prism Shooter (プリズムシューター, Purizumu Shūtā?) : Arme individuelle des Flashmen. Elle peut être employée comme pistolet laser, ou comme épée séparée d'un bouclier.
- Rolling Vulcan (ローリングバルカン, Rōringu Barukan?) : Arme formée à partir des canons individuels des Flashmen.

## Véhicules
- Flash Hawks (フラッシュホーク, Furasshu Hōku?) : Les motos personnelles des Flashmen.
- Round Base (ラウンドベース, Raundo Bēsu?) : Une base semblable à une boîte.
- Star Condor (スターコンドル, Sutā Kondoru?) : Forteresse volante des Flashmen. Elle transporte les composantes du Flash King.

## Mechas
- Flash King (フラッシュキング, Furasshu Kingu?) : formé à partir des trois véhicules suivants :
  - Tank Command (タンクコマンド, Tanku Komando?) : piloté par Red Flash.
  - Jet Delta (ジェットデルタ, Jetto Deruta?) : piloté par Green Flash et Yellow Flash.
  - Jet Seeker (ジェットシーカー, Jetto Shīkā?) : piloté par Blue Flash et Pink Flash.

L'assemblage a lieu à partir de la commande « Fusion ! Flash Cross ! » (「合体！フラッシュクロス！」, « Gattai! Furasshu Kurosu! »). Il est armé de l'épée Cosmo (コズモソード, Kozumo Sōdo), du bouclier King (キングシールド, Kingu Shīrudo), des King Missiles (キングミサイル, Kingu Misairu), des King Knuckles (キングナックル, Kingu Nakkuru) et de la King Beam (キングビーム, Kingu Bīmu). Au moment de porter le coup de grâce, les Flashmen disent : « Super Cosmo Flash ! » (「スーパーコズモフラッシュ！」, « Sūpā Kozumo Furasshu! »)

## Épisodes
En France, la série a en fait été doublée jusqu'au bout avec les 50 épisodes couverts. Mais seuls les 21 premiers épisodes ont été diffusés.
| no | Titre original (et transcription Hepburn) | Traduction française             | Titre de l'épisode en VF                | 1re diffusion(au Japon) | 1re diffusion(au France) |
| -- | ----------------------------------------- | -------------------------------- | --------------------------------------- | ----------------------- | ------------------------ |
| 01 | 急げ! 地球を救え Isoge! Chikyū o Sukue    | Dépêchez-vous ! Sauvons la Terre | Retour sur Terre                        | 01/03/1986              | 05/09/1988               |
| 02 | 見たか！巨大ロボ Mita ka! Kyodai Robo     | L'as-tu vu! Robot géant          | Le robot géant                          | 08/03/1986              | 12/09/1988               |
| 03 | 宿敵？ハンター！ Shukuteki? Hantā!        | Némésis? Chasseur!               | Le retour du Xéno-captor                | 15/03/1986              | 19/09/1988               |
| 04 | マグは天才ロボ？！ Magu wa Tensai Robo?!  | Mag est-il un robot génial ?!    | Le monde à l'envers                     | 22/03/1986              | 26/09/1988               |
| 05 |                                           |                                  | L'invasion des machines                 |                         |                          |
| 06 |                                           |                                  | Le combat des motos                     |                         |                          |
| 07 |                                           |                                  | La métamorphose du ballon               |                         |                          |
| 08 |                                           |                                  | La machine à remonter le temps          |                         |                          |
| 09 |                                           |                                  | La dernière chance de remonter le temps |                         |                          |
| 10 |                                           |                                  | Des fleurs géantes                      |                         |                          |
| 11 |                                           |                                  |                                         |                         |                          |
| 12 |                                           |                                  |                                         |                         |                          |
| 13 |                                           |                                  |                                         |                         |                          |
| 14 |                                           |                                  |                                         |                         |                          |
| 15 |                                           |                                  |                                         |                         |                          |
| 16 |                                           |                                  |                                         |                         |                          |
| 17 |                                           |                                  |                                         |                         |                          |
| 18 |                                           |                                  |                                         |                         |                          |
| 19 |                                           |                                  |                                         |                         |                          |
| 20 |                                           |                                  |                                         |                         |                          |
| 21 |                                           |                                  |                                         |                         |                          |
| 22 |                                           |                                  |                                         |                         | Doublé, mais non diffusé |
| 23 |                                           |                                  |                                         |                         | Doublé, mais non diffusé |
| 24 |                                           |                                  |                                         |                         | Doublé, mais non diffusé |
| 25 |                                           |                                  |                                         |                         | Doublé, mais non diffusé |
| 26 |                                           |                                  |                                         |                         | Doublé, mais non diffusé |
| 27 |                                           |                                  |                                         |                         | Doublé, mais non diffusé |
| 28 |                                           |                                  |                                         |                         | Doublé, mais non diffusé |
| 29 |                                           |                                  |                                         |                         | Doublé, mais non diffusé |
| 30 |                                           |                                  |                                         |                         | Doublé, mais non diffusé |
| 31 |                                           |                                  |                                         |                         | Doublé, mais non diffusé |
| 32 |                                           |                                  |                                         |                         | Doublé, mais non diffusé |
| 33 |                                           |                                  |                                         |                         | Doublé, mais non diffusé |
| 34 |                                           |                                  |                                         |                         | Doublé, mais non diffusé |
| 35 |                                           |                                  |                                         |                         | Doublé, mais non diffusé |
| 36 |                                           |                                  |                                         |                         | Doublé, mais non diffusé |
| 37 |                                           |                                  |                                         |                         | Doublé, mais non diffusé |
| 38 |                                           |                                  |                                         |                         | Doublé, mais non diffusé |
| 39 |                                           |                                  |                                         |                         | Doublé, mais non diffusé |
| 40 |                                           |                                  |                                         |                         | Doublé, mais non diffusé |
| 41 |                                           |                                  |                                         |                         | Doublé, mais non diffusé |
| 42 |                                           |                                  |                                         |                         | Doublé, mais non diffusé |
| 43 |                                           |                                  |                                         |                         | Doublé, mais non diffusé |
| 44 |                                           |                                  |                                         |                         | Doublé, mais non diffusé |
| 45 |                                           |                                  |                                         |                         | Doublé, mais non diffusé |
| 46 |                                           |                                  |                                         |                         | Doublé, mais non diffusé |
| 47 |                                           |                                  |                                         |                         | Doublé, mais non diffusé |
| 48 |                                           |                                  |                                         |                         | Doublé, mais non diffusé |
| 49 |                                           |                                  |                                         |                         | Doublé, mais non diffusé |
| 50 |                                           |                                  |                                         |                         | Doublé, mais non diffusé |

1. Retour sur Terre (急げ！地球を救え, Isoge! Chikyū o Sukue?)
2. Le robot géant (見たか！巨大ロボ, Mita ka! Kyodai Robo?)
3. Le retour du Xéno-captor (宿敵？ハンター！, Shukuteki? Hantā!?)
4. Le monde à l'envers (マグは天才ロボ？！, Magu wa Tensai Robo?!?)
5. L'invasion des machines (女戦士に御用心！, Onna Senshi ni Go-yōjin!?)
6. Le combat des motos (ほえろ！マシーン, Hoero! Mashīn?)
7. La métamorphose du ballon (風船よ武器になれ, Fūsen yo Buki ni Nare?)
8. La machine à remonter le temps (父よ！母よ！妹よ, Chichi yo! Haha yo! Imōto yo?)
9. La dernière chance de remonter le temps (時をかける博士, Toki o Kakeru Hakase?)
10. Des fleurs géantes (撃て！花少女の罠, Ute! Hana Shōjo no Wana?)
11. L'instinct filial (ルーは獣戦士の母, Rū wa Jū Senshi no Haha?)
12. Le pouvoir de Vampira (超パワー！ワンダ, Chō Pawā! Wanda?)
13. combattre contre son ombre (激闘！危うしジン, Gekitō! Ayaushi Jin?)
14. La fille à la moto (恋！？ブンとスケ番, Koi!? Bun to Sukeban?)
15. L'échec des Flashmen (巨大ロボ破れたり, Kyodai Robo Yaburetari?)
16. Les anneaux maléfiques (人間ミニミニ作戦, Ningen Minimini Sakusen?)
17. Qui est ce mystérieux étranger ? (謎の巨大暴走車！, Nazo no Kyodai Bōsō Kuruma!?)
18. La mission de Balaki (大逆転！変身ロボ, Dai Gyakuten! Henshin Robo?)
19. L'ultime message de Balaki (バラキ決死の伝言, Baraki Kesshi no Dengon?)
20. Robot Chrono revient (復活！巨大ロボ！, Fukkatsu! Kyodai Robo!?)
21. La corne d'abondance (悲しみのサラ, Kanashimi no Sara?)
22. SOS Phœnix en danger (ＳＯＳ！不死鳥！, Esu Ō Esu! Fushichō!?)
23. Deux têtes, deux esprits (お願いドキドキ!, Onegai Dokidoki!?)
24. Comment vaincre Tabjan (オカルト夏休み, Okaruto Natsuyasumi?)
25. Drôles de vacances (急げジン合体不能, Isoge Jin Gattai Funō?)
26. La cuisine magique (宇宙カボチャ料理, Uchū Kabocha Ryōri?)
27. Le rêve et l'espoir (ダイ友情のパンチ, Dai Yūjō no Panchi?)
28. La défaillance de Jim (壮絶！炎のガルス, Sōzetsu! Honō no Garusu?)
29. La conversion de Vampira (妖獣士ワンダーラ, Yōjūshi Wandāra?)
30. Hallucinations dangereuses (怪奇ネフェルーラ, Kaiki Neferūra?)
31. Un passage difficile (消えた！５人の力（パワー）, Kieta! Gonin no Pawā?)
32. Mag et ses inventions (すきすきマグすき, Suki Suki Magu Suki?)
33. Un trio redoutable (パパは負けない！, Papa wa Makenai!?)
34. La belle aventure de Doow (激流に消えたブン, Gekiryū ni Kieta Bun?)
35. Sonate pour Garabas (星空のデュエット, Hoshizora no Dyuetto?)
36. Un animal de légende (ドッキリ不思議虫, Dokkiri Fushigi Mushi?)
37. Le mystérieux cristal (幽霊の初恋, Yūrei no Hatsukoi?)
38. Une amitié en danger (ジンが死ぬ日？！, Jin ga Shinu Hi?!?)
39. Des lunettes diaboliques (燃えろ怒りのサラ, Moero Ikari no Sara?)
40. La belle histoire du petit prince (処刑都市ＸＸ作戦, Shokei Toshi Daburu Kurosu Sakusen?)
41. Le miracle (子供にされたダイ, Kodomo ni Sareta Dai?)
42. La prise d'otage (泣くな！女戦士, Naku na! Onna Senshi?)
43. Un Nouveau Venu (カウラーの反逆！, Kaurā no Hangyaku!?)
44. Greadus ! Le redoutable (デウス獣戦士出現, Deusu Jū Senshi Shutsugen?)
45. La naissance de Tigron (戦士よ地球を去れ, Senshi yo Chikyū o Sare?)
46. Le compte à rebours a commencé (たった２０日の命！！, Tatta Nijūichi no Inochi!!?)
47. Les jours défilent (ワンダ！死の絶叫, Wanda! Shi no Zekkyō?)
48. Le secret du Docteur Kefran (カウラーの最期！！, Kaurā no Saigo!!?)
49. La révolte de Kefran (逆襲ラー・デウス, Gyakushū Rā Deusu?)
50. Adieu la Terre (さらば！故郷の星, Saraba! Kokyō no Hoshi?)

## Distribution[1]
Le générique TV français
Bernard Minet est l'interprète français du générique lors de la diffusion en France dans l'émission Club Dorothée.
On peut trouver cette version sur le CD Génération Manga, année 2001, Piste 7
Les héros
- Tōta Tarumi (VF : Antoine Tomé) : Jin / Red Flash
- Kihachirō Uemura (VF : Mark Lesser) : Dai / Green Flash
- Yasyhiro Ishiwata (VF : Loïc Baugin) : Bun / Blue Flash
- Yōko Nakamura (VF : Michèle Garcia) : Sara / Yellow Flash
- Mayumi Yoshida (VF : Hélène Chanson) : Lû / Pink Flash

Soutien
- (voix : Hiroko Maruyama (VF: Dany Laurent)) : Mag
- Akira Ishihama : Dr Tokimura
- Tamie Kubota : Satsuko Tokimura
- : Hero Titan
- : Ley Baraki

L'empire de Reconstruction expérimentale Mess
- (voix : Unshō Ishizuka) (VF : Hubert Drac) : Grand empereur La Deus (épisodes 1-49)
- Koji Shimizu : (VF : Hubert Drac) Grand Docteur Lee Keflen
- Yutaka Hirose (crédité sous le nom de Kazuhisa Harose) (VF : Bernard Demory) : Ley Wanda (épisodes 1-47)
- Sayoko Hagiwara : (VF : Corinne Richardon) Ley Nefel
- Hiroyuki Uchida : Ley Galus (épisodes 1-28)
- Miyuki Nagato et Yuko Kojima : Wolk et Kilt (épisodes 1-45)

## Autour de la série
- Le vingt-et-unième épisode de Flashman marque aussi le cinq-centième épisode de la franchise Super Sentai Series.
- Flashman est la première série Sentai à avoir un second robot géant.
- Alors que la série était encore doublée jusqu'à la toute fin couvrant l'intégralité des 50 épisodes, seuls les 21 premiers épisodes ont été diffusés en France lors de sa diffusion originale. Une concurrence féroce a eu lieu entre cette série et Hikari Sentai Maskman (diffusé sous le nom de Bioman 2: Maskman) alors qu'ils diffusaient ce dernier trois mois plus tôt et étaient tous deux diffusés sur la même chaîne à peu près au même moment, bien que Maskman ait été initialement produit et diffusé après cela. série au Japon. C'était aussi la première série Super Sentai à être diffusée en France sans porter le nom de Bioman.
- Bien que Flashman n'ait jamais été adapté aux États-Unis pour Power Rangers, 2 rangers de la 21e saison, Power Rangers Super Megaforce, se transforment dans quelques épisodes en Pink Flash et Green Flash. L'usage des combinaisons de Flashman correspond à un nouveau pouvoir pour les héros: le Prism mode.